# Cikada (satelitski sustav)
Cvrčak (ruski: цикада, čit. cikada), ruski satelitski navigacijski sustav u kojemu je deset satelita u niskoj orbiti oko Zemlje (LEO). Odašilja s istih dviju nosačkih frekvencija kao američki satelitski sustav TRANSIT. Prvi iz ove serije lansiran je 1974. godine.